# Слов'янська міська рада
Слов'я́нська міська́ ра́да — орган місцевого самоврядування Слов'янської міської громади Краматорського району у Донецькій області. До утворення громади існувала як адміністративно-територіальна одиниця з адміністративним центром у місті обласного значення Слов'янську.
У зв'язку з широкомасштабним вторгненням Російської Федерації 30 березня 2022 року набула статусу військової адміністрації.

## Склад ради
Рада складається з 38 депутатів та голови.

### Керівний склад попередніх скликань
| Прізвище, ім'я, по батькові   | Основні відомості                                                                            | Дата обрання | Дата звільнення |
| ----------------------------- | -------------------------------------------------------------------------------------------- | ------------ | --------------- |
| Гончар Володимир              | Перший міський голова, член Комуністичної партії України                                     | 1991         | 1994            |
| Жильцов Олександр             | Міський голова, член Партії регіонів                                                         | 1994         | 1997            |
| Бондаренко Валерій Вікторович | Міський Голова, член Партії регіонів                                                         | 1997         | 2002            |
| Левіт Анатолій Вікторович     | Міський голова, колишній член партії «Опозиційна платформа»                                  | 2002         | 2006            |
| Рибачук Валентин Леонідович   | Міський голова, 1966 року народження, член Партії регіонів                                   | 2006         | 2010            |
| Штепа Неля Ігорівна           | Міський голова, 1962 року народження, освіта вища, член Партії регіонів                      | 26.03.2006   | 13.07.2014      |
| Лях Вадим Михайлович          | Міський голова, 1973 року народження, освіта вища, член політичної партії «Опозиційний блок» | 25.10.2015   | 26.05.2021      |

Примітка: таблиця складена за даними сайту ЦВК

### Депутати VIII скликання
За результатами місцевих виборів 25 жовтня 2020 року депутатами ради стали:
| Суб'єкт висування                                  | Кількість обраних депутатів | %     |
| -------------------------------------------------- | --------------------------- | ----- |
| Політична партія «Опозиційна платформа – за життя» | 14                          | 36,84 |
| Політична партія «Слуга народу»                    | 6                           | 15,79 |
| Політична партія «Опозиційний блок»                | 6                           | 15,79 |
| Політична партія «Партія миру та розвитку»         | 5                           | 13,16 |
| Політична партія «Наш край»                        | 4                           | 10,53 |
| Політична партія «Європейська Солідарність»        | 3                           | 7,89  |

Міського голову Ляха Вадима (Опозиційний блок) було обрано у другому турі 22 листопада 2020 року 60,87% голосів.

### Депутати VII скликання
За результатами місцевих виборів 2015 року депутатами ради стали:

#### За суб'єктами висування
| Суб'єкт висування                          | Кількість обраних депутатів | %     |
| ------------------------------------------ | --------------------------- | ----- |
| Політична партія «Опозиційний блок»        | 22                          | 61.11 |
| Партія Блок Петра Порошенка «Солідарність» | 4                           | 11.11 |
| Політична партія «Наш край»                | 4                           | 11.11 |
| Аграрна партія України                     | 3                           | 8.33  |
| Політична партія «Об'єднання „Самопоміч“»  | 3                           | 8.33  |

#### За округами
| № округу                                    | Прізвище, ім'я, по батькові        | Дата нар.  | Освіта           | Партійна приналежність                           | Відомості                                                                                     |
| ------------------------------------------- | ---------------------------------- | ---------- | ---------------- | ------------------------------------------------ | --------------------------------------------------------------------------------------------- |
| Політична Партія «Опозиційний блок»         |                                    |            |                  |                                                  |                                                                                               |
| пк                                          | Лях Вадим Михайлович               | 16.03.1973 | вища             | член Політичної Партії «Опозиційний блок»        | Приватне підприємство «Істочник», заступник директора                                         |
| 27                                          | Зінченко Леонід Григорович         | 02.03.1949 | вища             | безпартійний                                     | Товариство з обмеженою відповідальністю «Торгенергоснаб», головний інженер                    |
| 29                                          | Харченко Андрій Олексійович        | 29.05.1972 | вища             | безпартійний                                     | Приватне підприємство «Атлантида», директор                                                   |
| 4                                           | Карпушкіна Олена Вікторівна        | 03.01.1981 | вища             | член Політичної Партії «Опозиційний блок»        | тимчасово не працює                                                                           |
| 20                                          | Преображенська Ольга Іванівна      | 04.09.1953 | вища             | безпартійна                                      | пенсіонер                                                                                     |
| 15                                          | Кім Жан Миколайович                | 28.11.1965 | вища             | безпартійний                                     | Товариство з обмеженою відповідальністю «Славбудпром», технічний директор                     |
| 19                                          | Придворов Павло Анатолійович       | 05.02.1971 | вища             | безпартійний                                     | Публічне акціонерне підприємство «Слов'янський машинобудівний завод», голова правління        |
| 2                                           | Ліхота Олександр Валерійович       | 05.10.1988 | вища             | безпартійний                                     | Фізична особа-підприємець, приватний підприємець                                              |
| 9                                           | Кісіль Віктор Вікторович           | 15.04.1968 | вища             | безпартійний                                     | приватний підприємець                                                                         |
| 10                                          | Самсонов Олександр Анатолійович    | 01.04.1958 | вища             | безпартійний                                     | тимчасово не працює                                                                           |
| 28                                          | Коваль Олена Євгеніївна            | 20.10.1971 | вища             | безпартійна                                      | Товариство з обмеженою відповідальністю «Славмашсплав», начальник фінансового відділу         |
| 26                                          | Домбровський Микола Олегович       | 22.05.1960 | вища             | безпартійний                                     | Товариство з обмеженою відповідальністю «Славмашсплав», директор                              |
| 16                                          | Батечко Микола Андрійович          | 08.10.1951 | вища             | безпартійний                                     | пенсіонер                                                                                     |
| 5                                           | Олексюк Анатолій Романович         | 17.10.1946 | вища             | безпартійний                                     | пенсіонер                                                                                     |
| 12                                          | Костін Олег Сергійович             | 14.09.1969 | вища             | безпартійний                                     | Приватне підприємство «Істочник», директор                                                    |
| 1                                           | Вінниченко Віктор Петрович         | 16.06.1947 | вища             | безпартійний                                     | Комунальна установа «Регіональне управління капітального будівництва», генеральний директор   |
| 35                                          | Рудіч Лілія Леонідівна             | 06.08.1974 | вища             | безпартійна                                      | тимчасово не працює                                                                           |
| 18                                          | Кононенко Юрій Генріхович          | 19.07.1967 | вища             | безпартійний                                     | Приватне підприємство «Славтранс», директор                                                   |
| 23                                          | Щудро Наталія Вікторівна           | 16.06.1985 | вища             | безпартійна                                      | Донбаський державний педагогічний університет, лаборант кафедри ГМВУ                          |
| 22                                          | Чернявська Любов Петрівна          | 30.03.1953 | загальна середня | безпартійна                                      | Комунальна установа «АТП 052814», старший інспектор-контролер                                 |
| 8                                           | Адейкін Микола Миколайович         | 15.04.1950 | вища             | безпартійний                                     | Фермерське господарство «Арлада-Д», голова                                                    |
| 34                                          | Кишинська Ольга Леонідівна         | 14.11.1983 | вища             | безпартійна                                      | тимчасово не працює                                                                           |
| ПАРТІЯ "БЛОК ПЕТРА ПОРОШЕНКА «СОЛІДАРНІСТЬ» |                                    |            |                  |                                                  |                                                                                               |
| пк                                          | Жиров Ігор Володимирович           | 28.12.1974 | вища             | член ПАРТІЇ "БЛОК ПЕТРА ПОРОШЕНКА «СОЛІДАРНІСТЬ» | Регіональний ландшафтний парк «Слов'янський курорт», директор                                 |
| 31                                          | Савченко Сергій Миколайович        | 27.07.1965 | вища             | безпартійний                                     | ТОВ «Ектолайн», директор                                                                      |
| 22                                          | Чиж Олексій Миколайович            | 23.10.1975 | загальна середня | безпартійний                                     | Приватний підприємець                                                                         |
| 21                                          | Власовець Петро Романович          | 24.04.1965 | загальна середня | безпартійний                                     | Приватний підприємець                                                                         |
| Політична партія «Наш край»                 |                                    |            |                  |                                                  |                                                                                               |
| пк                                          | Флєрко Максим Миколайович          | 10.03.1973 | вища             | безпартійний                                     | Публічне акціонерне товариство «Бетонмаш», голова правління                                   |
| 36                                          | Дубограй Ігор Валерійович          | 25.02.1970 | вища             | безпартійний                                     | Комунальна лікувально-профілактична установа «МЛТД м. Слов'янська», головний лікар            |
| 30                                          | Яковленко Олексій Вікторович       | 19.03.1975 | вища             | безпартійний                                     | Виконавчий комітет, м. Краматорськ, заступник міського голови                                 |
| 7                                           | Бондаренко Костянтин Володимирович | 01.01.1971 | вища             | безпартійний                                     | Слов'янське відділення АТ «ТАСКОМБАНК», директор                                              |
| Аграрна партія України                      |                                    |            |                  |                                                  |                                                                                               |
| пк                                          | Смирнов Віктор Сергійович          | 02.08.1986 | вища             | член Аграрної партії України                     | Параолімпійська збірна України з плавання, спортсмен-інструктор                               |
| 13                                          | Водоп'янов Костянтин Миколайович   | 28.07.1970 | вища             | член Аграрної партії України                     | КП «АТП 052814», директор                                                                     |
| 34                                          | Пустовіт Сергій Вікторович         | 17.04.1981 | вища             | безпартійний                                     | Приватний підприємець                                                                         |
| Політична партія "Об'єднання «САМОПОМІЧ»    |                                    |            |                  |                                                  |                                                                                               |
| пк                                          | Кушнарьов Сергій Миколайович       | 03.08.1982 | вища             | безпартійний                                     | ТОВ «СДС-СХІД», керівник                                                                      |
| 17                                          | Алтуніна Ольга Миколаївна          | 03.01.1975 | вища             | безпартійна                                      | Донбаський інститут техніки та менеджменту, кафедра «Право України», викладач, доцент кафедри |
| 20                                          | Кочуков Дмитро Геннадійович        | 25.01.1973 | вища             | безпартійний                                     | Фізична особа-підприємець                                                                     |

### Депутати VI скликання
За результатами місцевих виборів 2010 року:
- Кількість мандатів: 60
- Кількість мандатів, отриманих за результатами виборів: 58
- Кількість мандатів, що залишаються вакантними: 2

#### За суб'єктами висування
| Суб'єкт висування                                    | Кількість обраних депутатів | %    |
| ---------------------------------------------------- | --------------------------- | ---- |
| Партія регіонів                                      | 47                          | 79,7 |
| Комуністична партія України                          | 6                           | 10,2 |
| Політична партія «Сильна Україна»                    | 2                           | 3,4  |
| Прогресивна соціалістична партія України             | 2                           | 3,4  |
| Політична партія Діти війни «Народна партія України» | 1                           | 1,7  |
| Політична партія «Фронт Змін»                        | 1                           | 1,7  |

#### За округами
| № округу                                              | Прізвище, ім'я, по батькові         | Дата визнання обраним | Освіта  | Партійна приналежність                                      | Відомості про обраного депутата                                                                                      |
| ----------------------------------------------------- | ----------------------------------- | --------------------- | ------- | ----------------------------------------------------------- | --- |
| Комуністична партія України                           |                                     |                       |         |                                                             | |
| б/м                                                   | Ларіна Валентина Костянтинівна      | 04.11.2010            | вища    | член Комуністичної партії України                           | загальноосвітня школа № 12, вчитель                                                                                  |
| б/м                                                   | Бовздаренко Анатолій Григорович     | 04.11.2010            | вища    | член Комуністичної партії України                           | пенсіонер |
| б/м                                                   | Шинкаренко Світлана Юріївна         | 04.11.2010            | середня | член Комуністичної партії України                           | тимчасово не працює                                                                                                  |
| б/м                                                   | Загоруйко В'ячеслав Іванович        | 04.11.2010            | вища    | член Комуністичної партії України                           | загальноосвітня школа № 9, вчитель                                                                                   |
| б/м                                                   | Діденко Анатолій Васильович         | 04.11.2010            | середня | член Комуністичної партії України                           | ТОВ «ССВК», електромонтер                                                                                            |
| 1                                                     | Кудрявцев Віктор Миколайович        | 04.11.2010            | вища    | позапартійний                                               | локомотивне депо Слов'янськ Донецької залізниці, начальник                                                           |
| Партія регіонів                                       |                                     |                       |         |                                                             | |
| б/м                                                   | Самсонов Олександр Анатолійович     | 04.11.2010            | вища    | член Партії регіонів                                        | Слов'янська міська організація Партії регіонів, голова                                                               |
| б/м                                                   | Кушакова Надія Іванівна             | 04.11.2010            | вища    | член Партії регіонів                                        | Санаторій «Ювілейний», завідувачка кардіологічного відділення № 1                                                    |
| б/м                                                   | Придворов Павло Анатолійович        | 04.11.2010            | вища    | член Партії регіонів                                        | Публічне акціонерне товариство «Слов'янський механічний завод», заступник директора з комерційних питань             |
| б/м                                                   | Лях Вадим Михайлович                | 04.11.2010            | вища    | член Партії регіонів                                        | фізична особа-підприємець                                                                                            |
| б/м                                                   | Бурлуцька Лариса Анатоліївна        | 04.11.2010            | вища    | член Партії регіонів                                        | Публічне акціонерне товариство «Слов'янський завод високовольтних ізоляторів», голова правління                      |
| б/м                                                   | Скиданов Юрій Павлович              | 04.11.2010            | вища    | член Партії регіонів                                        | ВАТ «Хліб», генеральний директор                                                                                     |
| б/м                                                   | Харченко Андрій Олексійович         | 04.11.2010            | вища    | член Партії регіонів                                        | Приватне підприємство «Атлантида й К», директор                                                                      |
| б/м                                                   | Семенець Олександр Якович           | 04.11.2010            | вища    | член Партії регіонів                                        | фізична особа-підприємець                                                                                            |
| б/м                                                   | Кім Жан Миколайович                 | 04.11.2010            | вища    | член Партії регіонів                                        | ТОВ «Славенергопром», технічний директор                                                                             |
| б/м                                                   | Яковленко Олексій Вікторович        | 04.11.2010            | вища    | позапартійний                                               | Дочірнє підприємство санаторно-курортного реабілітаційного центру «Слов'янський курорт», головний лікар              |
| б/м                                                   | Адейкін Микола Миколайович          | 04.11.2010            | вища    | член Партії регіонів                                        | Філія «Відділення Публічного акціонерного товариства Промінвестбанк в м. Слов'янськ Донецької області», керуючий     |
| б/м                                                   | Савченко Сергій Миколайович         | 04.11.2010            | вища    | член Партії регіонів                                        | ТОВ «Ектолайн», директор                                                                                             |
| б/м                                                   | Степанов Володимир Володимирович    | 04.11.2010            | вища    | член Партії регіонів                                        | Комунальний лікувально-профілактичний заклад «Міська лікарня ім. В. І. Леніна» м. Слов'янська, головний лікар        |
| б/м                                                   | Ієвлєв Володимир Анатолійович       | 04.11.2010            | вища    | член Партії регіонів                                        | Державна акціонерна компанія «Хліб України» Легендарненський елеватор, директор                                      |
| б/м                                                   | Марченко Олег Сергійович            | 04.11.2010            | вища    | член Партії регіонів                                        | Управління житлово-комунального господарства Слов'янської міської ради, начальник управління                         |
| б/м                                                   | Оводов Андрій Васильович            | 04.11.2010            | вища    | член Партії регіонів                                        | ТОВ «Ізопласт», директор                                                                                             |
| б/м                                                   | Агапов Сергій Васильович            | 06.05.2011            | вища    | член Партії регіонів                                        | Комунальний лікувально-профілактичний заклад «Міська лікарня № 1» м. Слов'янська, головний лікар                     |
| 2                                                     | Шепель Сергій Миколайович           | 04.11.2010            | вища    | член Партії регіонів                                        | станція Слов'янськ Донецької залізниці., начальник станції                                                           |
| 3                                                     | Теслицький Ігор Анатолійович        | 04.11.2010            | вища    | член Партії регіонів                                        | Слов'янська загальноосвітня школа I-III ст. № 18., вчитель праці                                                     |
| 4                                                     | Олексюк Анатолій Романович          | 04.11.2010            | вища    | член Партії регіонів                                        | регіональний благодійний фонд «Поспішайте робити добро», член правління                                              |
| 5                                                     | Богославський Олександр Олексійович | 04.11.2010            | вища    | член Партії регіонів                                        | ЗАО «Зевс Кераміка»., генеральний директор                                                                           |
| 6                                                     | Задорожня Олена Степанівна          | 04.11.2010            | вища    | член Партії регіонів                                        | пенсіонер |
| 7                                                     | Приліпкін Андрій Миколайович        | 04.11.2010            | вища    | член Партії регіонів                                        | Комунальний лікувально-профілактичний заклад «Міська лікарня ім. В. І. Леніна», завідувач кардіологічного відділення |
| 8                                                     | Кісіль Віктор Вікторович            | 04.11.2010            | середня | позапартійний                                               | фізична особа-підприємець                                                                                            |
| 9                                                     | Юньов Володимир Петрович            | 04.11.2010            | вища    | член Партії регіонів                                        | ВСП НАУ Слов'янськом коледжі НАУ, викладач                                                                           |
| 10                                                    | Костін Олег Сергійович              | 27.03.2011            | вища    | позапартійний                                               | ПП «Источник», генеральний директор                                                                                  |
| 11                                                    | Воропаєв Віктор Миколайович         | 04.11.2010            | вища    | член Партії регіонів                                        | Слов'янської міської ради 5 скликання, секретар                                                                      |
| 12                                                    | Сухонос Вадим Леонтійович           | 04.11.2010            | вища    | член Партії регіонів                                        | ТОВ «Слов'янський Центральний ринок», директор                                                                       |
| 13                                                    | Богомаз Михайло Іванович            | 04.11.2010            | вища    | член Партії регіонів                                        | Комунальне підприємство Слов'янської міської ради «Водозниження», заступник директора з загальних питань             |
| 14                                                    | Дерев'янко Тетяна Володимирівна     | 04.11.2010            | вища    | член Партії регіонів                                        | Слов'янська міська рада, начальник відділу у справах сім'ї, молоді, фізкультури та спорту                            |
| 15                                                    | Чайченко Станіслав Олегович         | 04.11.2010            | вища    | член Партії регіонів                                        | Слов'янський державний педагогічний університет, проректор із науково-педагогічної роботи                            |
| 16                                                    | Кононенко Юрій Генріхович           | 04.11.2010            | вища    | член Партії регіонів                                        | Приватне підприємство «Слав-Транс», директор                                                                         |
| 17                                                    | Іванченко Сергій Васильович         | 04.11.2010            | вища    | член Партії регіонів                                        | Комунальне підприємство «Слов'янське тролейбусне управління», директор                                               |
| 18                                                    | Яцура Сергій Вікторович             | 04.11.2010            | вища    | позапартійний                                               | фізична особа-підприємець                                                                                            |
| 19                                                    | Щудро Наталія Вікторівна            | 04.11.2010            | вища    | член Партії регіонів                                        | Слов'янський державний педагогічний університет, лаборант кафедри математичного аналізу                              |
| 20                                                    | Артьомов Юрій Іванович              | 04.11.2010            | вища    | член Партії регіонів                                        | фізична особа-підприємець                                                                                            |
| 21                                                    | Світличний Валерій Вікторович       | 04.11.2010            | вища    | член Партії регіонів                                        | комунальний лікувально-профілактичний заклад «Міська лікарня № 2», головний лікар                                    |
| 22                                                    | Зінченко Леонід Григорович          | 04.11.2010            | вища    | член Партії регіонів                                        | ТОВ «Торгспецснаб», головний інженер                                                                                 |
| 23                                                    | Іваненко Володимир Якович           | 04.11.2010            | вища    | член Партії регіонів                                        | КЛПЗ «Міська лікарня № 3» м. Слов'янськ, головний лікар                                                              |
| 24                                                    | Чернощок Юрій Анатолійович          | 04.11.2010            | вища    | член Партії регіонів                                        | Слов'янська міська рада, заступник міського голови                                                                   |
| 25                                                    | Коваль Олена Євгеніївна             | 04.11.2010            | вища    | член Партії регіонів                                        | ЗАТ «Самоцветы», начальник фінансового відділу                                                                       |
| 26                                                    | Медведєв Микола Михайлович          | 04.11.2010            | вища    | член Партії регіонів                                        | первинна партійна організація «Східна» Слов'янської міської організації Партії регіонів, заступник голови            |
| 27                                                    | Краснопєєва Ольга В'ячеславівна     | 04.11.2010            | вища    | член Партії регіонів                                        | Миколаївська загальноосвітня школа № 3 по переводу, директор                                                         |
| 28                                                    | Унгур'ян Олексій Миколайович        | 04.11.2010            | вища    | член Партії регіонів                                        | Слов'янська теплоелектростанція, в.о. директора                                                                      |
| 29                                                    | Франчук Олександр Миколайович       | 04.11.2010            | вища    | член Партії регіонів                                        | комунальна лікувально-профілактичному закладі Слов'янська ЦРЛ, стоматолог-ортопед                                    |
| 30                                                    | Євсюков Андрій Петрович             | 04.11.2010            | вища    | член Партії регіонів                                        | Комунальний лікувально-профілактичний заклад «Міська лікарня № 4» м. Святогірськ, головний лікар                     |
| Політична партія "ДІТИ ВІЙНИ «НАРОДНА ПАРТІЯ УКРАЇНИ» |                                     |                       |         |                                                             | |
| б/м                                                   | Патлачук Василь Никифорович         | 04.11.2010            | вища    | член Політичної партії "ДІТИ ВІЙНИ «НАРОДНА ПАРТІЯ УКРАЇНИ» | ТОВ «Інститут науково-педагогічної та виробничої інфраструктури», завідувач кафедри ЗНГД                             |
| Політична партія «Сильна Україна»                     |                                     |                       |         |                                                             | |
| б/м                                                   | Губанов Володимир Олександрович     | 04.11.2010            | вища    | член Політичної партії «Сильна Україна»                     | ТОВ «Север-Авто», директор                                                                                           |
| б/м                                                   | Ізраєлашвілі Тимур Анзорович        | 04.11.2010            | вища    | член Політичної партії «Сильна Україна»                     | ТОВ «Ванда», директор                                                                                                |
| Політична партія «Фронт Змін»                         |                                     |                       |         |                                                             | |
| б/м                                                   | Зонтов Олег В'ячеславович           | 04.11.2010            | вища    | член Політичної партії «Фронт Змін»                         | Газета «Слов'янські відомості», головний редактор                                                                    |
| Прогресивна соціалістична партія України              |                                     |                       |         |                                                             | |
| б/м                                                   | Кубриченко Віра Петрівна            | 04.11.2010            | вища    | член Прогресивної соціалістичної партії України             | пенсіонер |
| б/м                                                   | Іванов Юрій Миколайович             | 04.11.2010            | вища    | позапартійний                                               | тимчасово не працює                                                                                                  |

## Виконавчий комітет
Слов'янській міській раді підконтрольний і підзвітний створюваний нею ж виконавчий орган — виконавчий комітет Слов'янської міської ради.
Він складається з наступних відділів: 
- Відділ діловодства та організаційного забезпечення;
- Відділ кадрової роботи;
- Відділ бухгалтерського обліку та звітності;
- Відділ з питань внутрішньої політики;
- Відділ з організаційного забезпечення депутатської діяльності;
- Відділ по обліку та розподілу житлової площі;
- Відділ інформаційного забезпечення;
- Відділ торгівлі і захисту прав споживачів;
- Відділ раціонального використання земельних ресурсів;
- Архівний відділ;
- Відділ з питань цивільного захисту, мобілізаційної та оборонної роботи;
- Відділ державної реєстрації юридичних осіб та фізичних осіб-підприємців;
- Відділ транспорту та зв’язку;
- Відділ ведення державного реєстру виборців;
- Відділ екології та природних ресурсів;
- Відділ культури;
- Відділ у справах сім’ї, молоді, фізичної культури та спорту;
- Відділ освіти;
- Відділ охорони здоров'я;
- Уповноважена особа з питань запобігання та виявлення корупції;
- Відділ з ведення реєстраційного обліку місця проживання та місця перебування фізичних осіб;
- Відділ державної реєстрації речових прав на нерухоме майно;
- Відділ державного архітектурно-будівельного контролю;
- Відділ по роботі зі зверненнями громадян.

## Військова адміністрація
26 травня 2021 року рішенням Президента України Володимира Зеленського на території Слов'янської міської об'єднаної територіальної громади утворено військово-цивільну адміністрацію. Повноваження Вадима Ляха призупинено.
4 серпня 2021 року наказом голови обласної військової адміністрації Павла Кириленка №71/7-21-рк Вадим Лях назначений головою військово-цивільної адміністрації.
30 березня 2022 року указом Президента України через повномасштабне вторгнення Російської Федерації в Україну було утворено Слов‘янську міську військову адміністрацію, замість військово-цивільної.